# Audi A4 Allroad Quattro

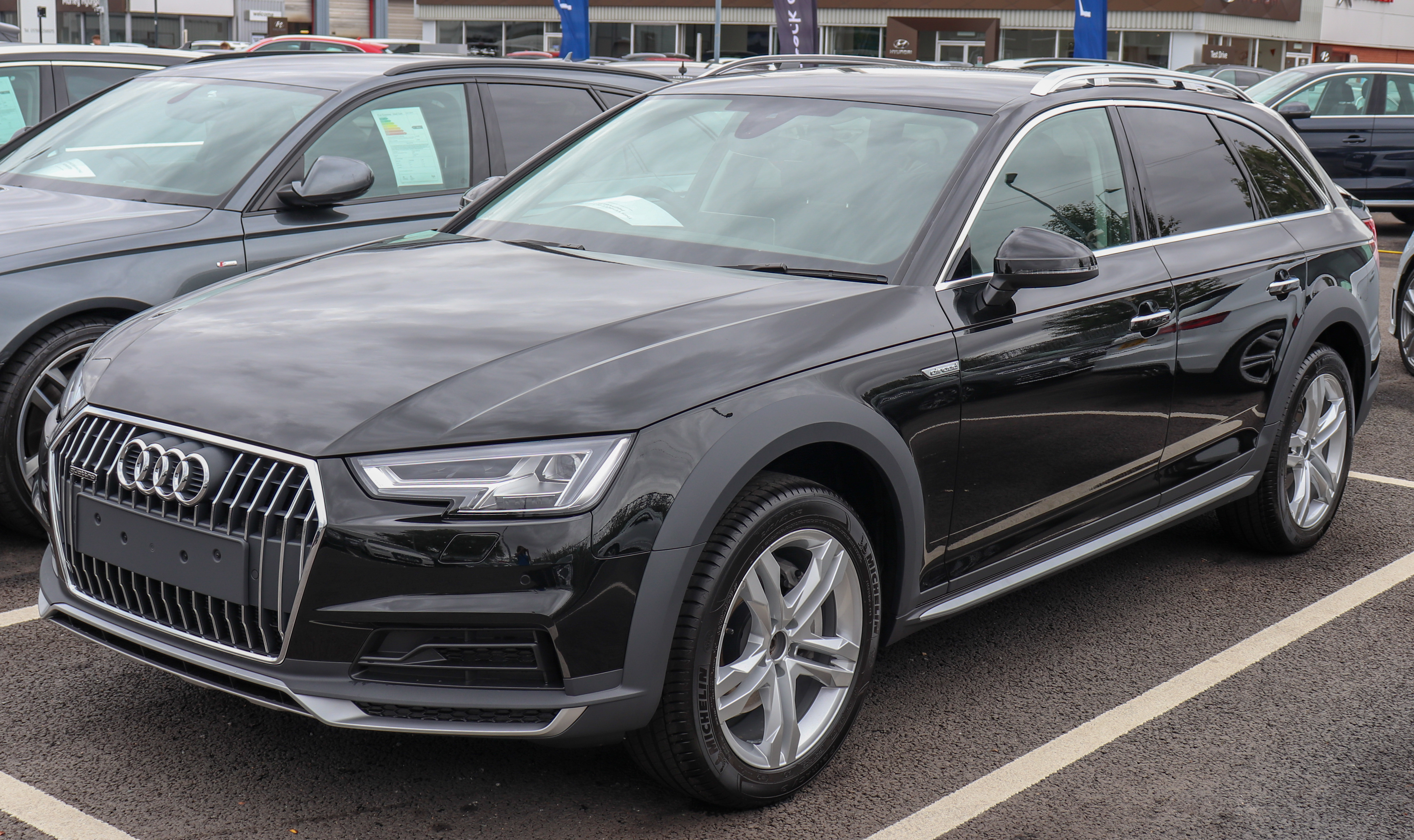
Audi A4 Allroad

Audi A4 Alldroad Quattro är en offroad-stylad modell baserad på vanliga Audi A4 Avant Quattro.  Namnet "Allroad Quattro" anknyter till den större A6 Allroad. Till skillnad mot den har A4 Allroad ingen luftfjädring. Däremot är fyrhjulsdrift standard och Allroad har en högre markfrigång än den vanliga A4. Precis som andra bilar i den här kategorin är den i första hand konstruerad för körning på vanliga vägar, men kan ta sig fram även på en skogsväg eller en oplogad vinterväg.
Audi A4 Allroad presenterades 2009 sen dess har den får en facelift 2012. Bilen kommer med 4 motorer för 2016 årsmodell.

## Modellvarianter
- 2.0 TFSI 225 hk Quattro S-Tronic(Automat)
- 2.0 TDI 150 6-växlad Quattro
- 2.0 TDI 177 hk 6-vxl(man)/S-Tronic(Automat)
- 2.0 TDI 190 6-växlad/S-tronic Quattro (Automat)
- 3.0 TDI V6 245 hk S-tronic Quattro (Automat)